# Teratosphaeria dimorpha
Teratosphaeria dimorpha är en svampart som först beskrevs av Crous & Carnegie, och fick sitt nu gällande namn av Crous & Summerell 2009. Teratosphaeria dimorpha ingår i släktet Teratosphaeria och familjen Teratosphaeriaceae.   Inga underarter finns listade i Catalogue of Life.